# 기독교에서의 신의 이름들

가장 대표적인 하나님의 이름인 야훼

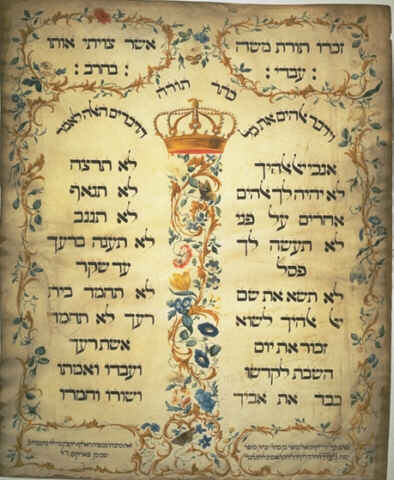
1768년 십계명

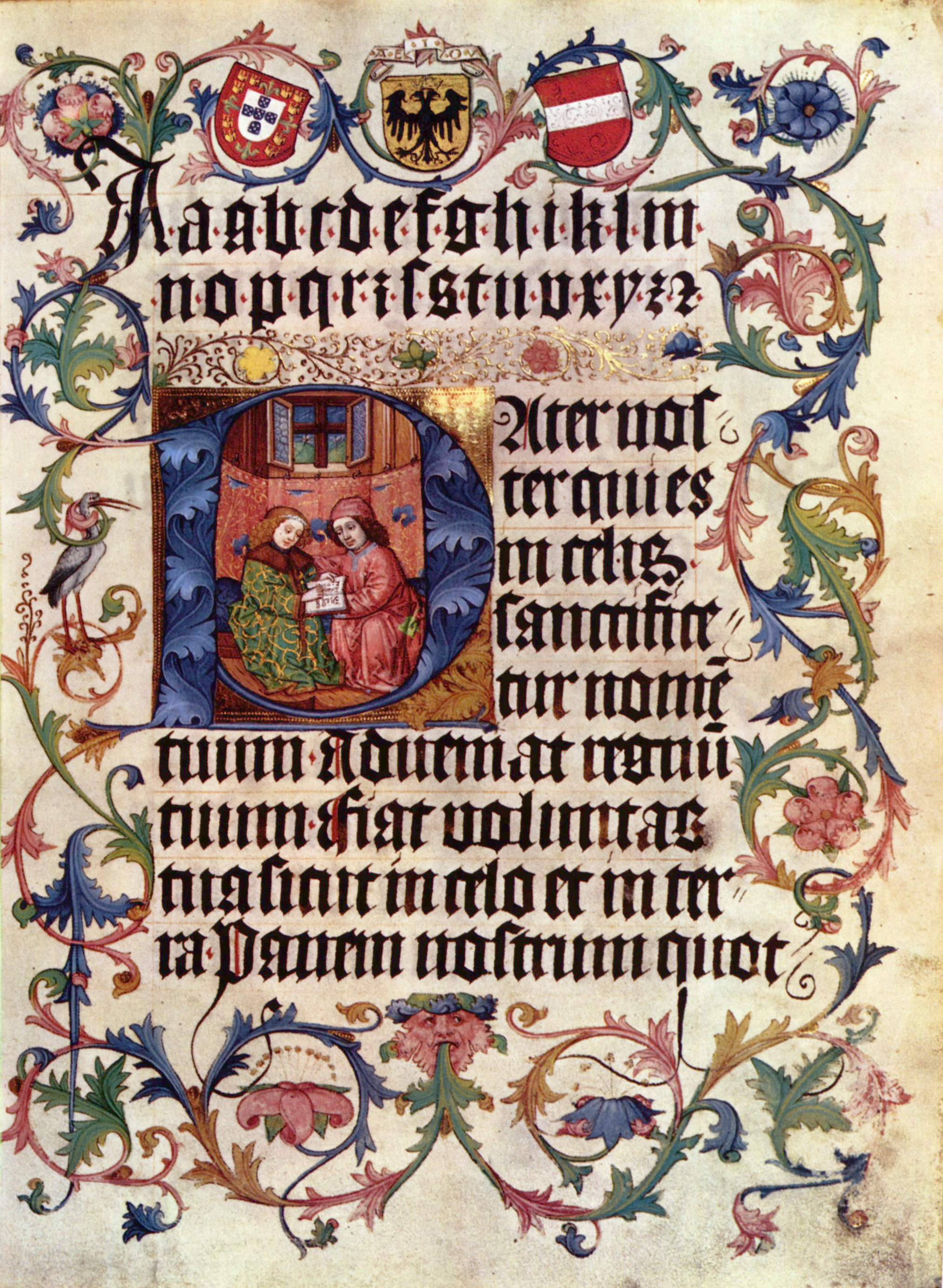
마태복음 6: 9, 주기도문, 1500년 비엔나

기독교에서 신의 이름은 칭호 이상의 중요한 깊은 의미를 가지고 있다. 기독교에서는 하나님의 이름은 인간의 발명품이 아니라 하나님에게서 기원한 것이며, 하나님의 계시에 근거한다. 하나님의 이름에 대한 존경은 십계명 가운데 하나로 적절하게 사용되어야 할 뿐만아니라 그 이름을 높이며 찬송하는 의도로 불려야만 했다. 이런 점은 주기도문의 첫번째 부분인 "당신의 이름이 거룩히 여김을 받으시오며"에서도 나타난다.

## 이름과 의미

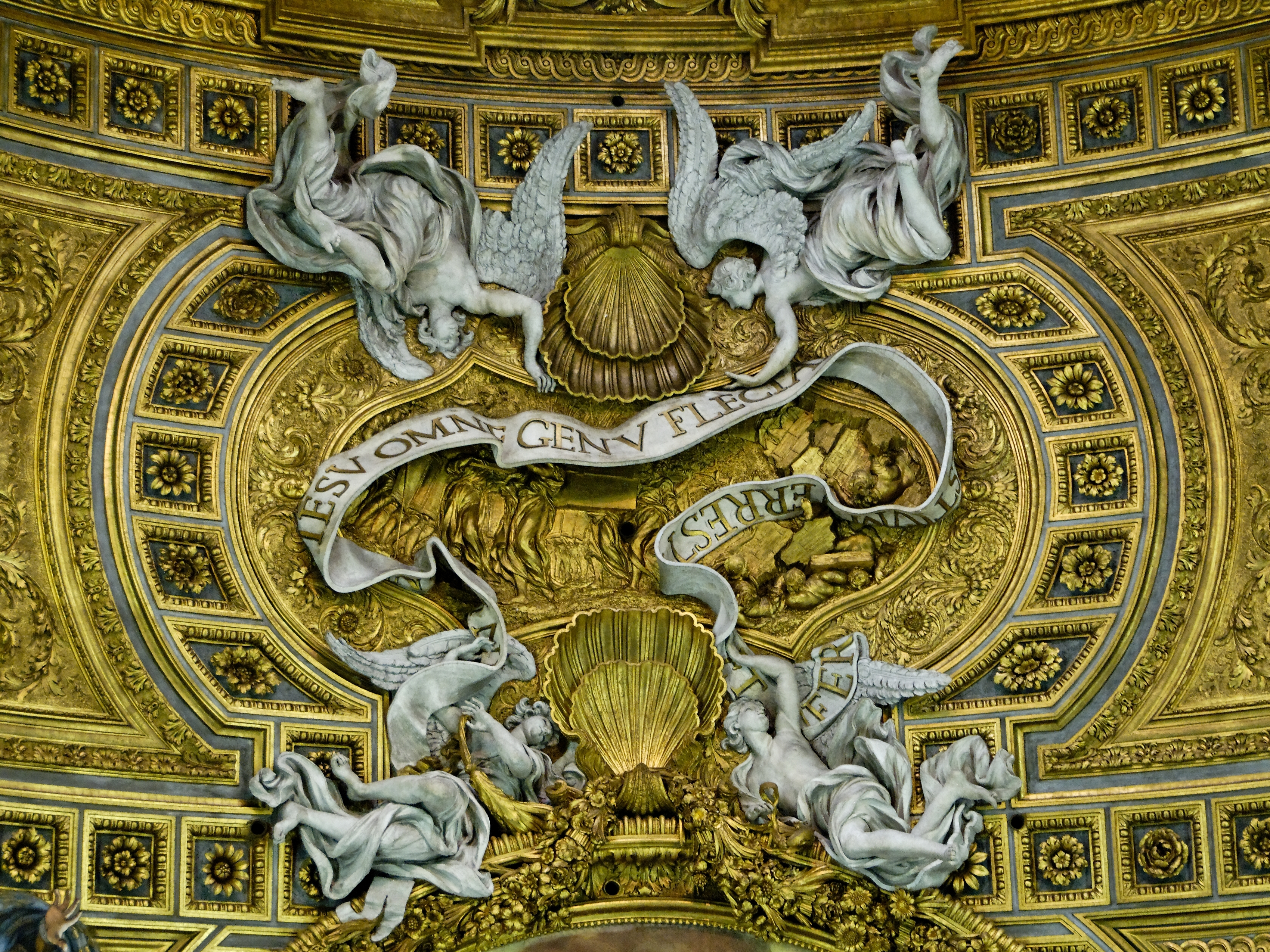
빌 2:10, 모든 무릎이 예수의 이름에 끓을 것이다.

로버트 L. 레이몬드는 하나님의 이름에 대하여 성경적 근거를 제시하면서 신학적 설명에 뛰어남을 보여준다. 고대 중동에서는 어떤 큰 역사적 또는 종교적 사건을 기념하거나, 부모의 희망을 담거나 아니면 어린아이의 성품에 기대를 담아 이름을 지었다고 한다(창 4: 1, 25; 5: 29; 10: 25; 삼상 25; 25). 어떤 이름이 어떤 사람의 성품을 반영하는 것처럼, 성경에서 하나님이 자신을 계시하실 때에도 자신의 신적 성품을 반영하는 호칭과 이름들을 점진적으로 사용하셨다. 중요한 것들을 중심으로 설명한다.

### 엘
“여호와여 신 중에 주와 같은 자가 누구니이까 주와 같이 거룩함으로 영광스러우며 찬송할 만한 위엄이 있으며 기이한 일을 행하는 자가 누구니이까.”(출 15: 11)
“내가 여러 나라의 능한 자의 손에 넘겨줄지라 그가 임의로 대우할 것은 내가 그의 악으로 말미암아 쫓아내었음이라.”(겔 31: 11)
“우리는 한 아버지를 가지지 아니하였느냐 한 하나님께서 지으신 바가 아니냐 어찌하여 우리 각 사람이 자기 형제에게 거짓을 행하여 우리 조상들의 언약을 욕되게 하느냐.”(말 2: 10)
“그런즉 너는 알라 오직 네 하나님 여호와는 하나님이시요 신실하신 하나님이시라 그를 사랑하고 그의 계명을 지키는 자에게는 천 대까지 그의 언약을 이행하시며 인애를 베푸시되.”(신 7: 9)
구약에서 217회 사용되었는데 참되신 하나님이시다. 강한 분, 능력이 많으신 분을 의미한다. 영어로는 God(한글, 하나님)으로 번역되어 사용된다.

### 엘로힘
“태초에 하나님이 천지를 창조하시니라.”(창 1: 1)
“하나님의 아들들이 사람의 딸들의 아름다움을 보고 자기들이 좋아하는 모든 여자를 아내로 삼는지라.”(창 6: 2)
“너는 나 외에는 다른 신들을 네게 두지 말라.”(출 20: 3)
“너는 네 하나님 여호와의 이름을 망령되게 부르지 말라 여호와는 그의 이름을 망령되게 부르는 자를 죄 없다 하지 아니하리라.”(출 20: 7)
“너희 권능 있는 자들아 영광과 능력을 여호와께 돌리고 돌릴지어다.”(시 29: 1)
“나는 벧엘의 하나님이라 네가 거기서 기둥에 기름을 붓고 거기서 내게 서원하였으니 지금 일어나 이 곳을 떠나서 네 출생지로 돌아가라 하셨느니라.”(창 31: 13)
‘엘’과 마찬가지로 일반적인 호칭으로 사용되며 정관사가 붙는다. “경외 받아야 하실 분”이시다(창 3: 24). 구약에서 2570회 사용되었는데 복수형 명사로, 수적인 복수가 아니라 위엄의 관념을 나타낸다. 강하고 또 위엄 있으신 분, 참되신 하나님을 가리킨다.

### 엘로아
“그런데 여수룬이 기름지매 발로 찼도다 네가 살찌고 비대하고 윤택하매 자기를 지으신 하나님을 버리고 자기를 구원하신 반석을 업신여겼도다 그들이 다른 신으로 그의 질투를 일으키며 가증한 것으로 그의 진노를 격발하였도다 그들은 하나님께 제사하지 아니하고 귀신들에게 하였으니 곧 그들이 알지 못하던 신들, 근래에 들어온 새로운 신들 너희의 조상들이 두려워하지 아니하던 것들이로다.”(신 32: 15-17)
‘엘로아’는 ‘경외하다’라는 알라에서 왔다. 즉 ‘엘로아’는 ‘경외하는 분’을 의미한다. 구약에서 57회 사용되었다(시 18: 32; 50: 22; 욥기에 41회; 잠 30: 5; 사 44: 8; 합 3: 3; 느 9: 7).

### 엘 엘리온
“살렘 왕 멜기세덱이 떡과 포도주를 가지고 나왔으니 그는 지극히 높으신 하나님의 제사장이었더라 그가 아브람에게 축복하여 이르되 천지의 주재이시요 지극히 높으신 하나님이여 아브람에게 복을 주옵소서 너희 대적을 네 손에 붙이신 지극히 높으신 하나님을 찬송할지로다 하매 아브람이 그 얻은 것에서 십분의 일을 멜기세덱에게 주었더라 소돔 왕이 아브람에게 이르되 사람은 내게 보내고 물품은 네가 가지라 아브람이 소돔 왕에게 이르되 천지의 주재이시요 지극히 높으신 하나님 여호와께 내가 손을 들어 맹세하노니.”(창 14: 18-22)
‘엘’이라는 명사와 ‘엘리온’(높은)이라는 수식어가 합성되었다. ‘위로 올라가다’라는 의미의 ‘알라’ 동사에서 ‘엘리온’이 되었다. 동격 문구인 하늘과 땅의 주재(창 14: 19, 22)와 함께 쓰였다. 천지의 주재이시요 지극히 높으신 하나님으로 표현되었다(창 14: 19-20). 그를 두려운 마음으로 존경해야 함을 보여준다. 한편 ‘엘리온’(Elyon)은 숭고한 자, 곧 존귀와 예배의 대상으로서의 하나님의 매우 거룩하신 분임을 보여주는 이름이다. 또한 이 명칭 ‘엘 엘리온’은 높임을 받는 존칭이기에, 상대적으로 다른 것들은 낮은 것을 의미한다. 하나님의 신적인 권세와 능력이 ‘절대적’임을 강조하는 명칭으로 사용되었다(민 24: 16; 신 32: 18; 시 7: 17). 최고의 절대적으로 높으신 하나님은 그 어떤 세력도 범할 수 없으며, 대적할 수 없는 지극히 높임을 받으시는 강한 분이다.

### 아도나이
“아브람이 이르되 주 여호와여 무엇을 내게 주시려 하나이까 나는 자식이 없사오니 나의 상속자는 이 다메섹 사람 엘리에셀이니이다.”(창 15: 2)
“너희 모든 성도들아 여호와를 사랑하라 여호와께서 진실한 자를 보호하시고 교만하게 행하는 자에게 엄중히 갚으시느니라.”(시 35: 23)
“여호와여 내가 주를 바랐사오니 내 주 하나님이 내게 응답하시리이다 내가 아브라함과 이삭과 야곱에게 전능의 하나님으로 나타났으나 나의 이름을 여호와로는 그들에게 알리지 아니하였고.”(출 6: 3)
히브리어 ‘아돈’은 ‘아단’(다스리다)에서 왔으며 다스리는 자, 심판하는 자로 번역된다. 창세기 15장 2절은 야훼와 함께(아도나이 야훼, 나의 주 야훼) 합성되어 나타난다. 시편 110장 1절(“여호와께서 내 주에게 말씀하시기를 내가 네 원수들로 네 발판이 되게 하기까지 너는 내 오른쪽에 앉아 있으라 하셨도다”)은 야훼와 대칭되어 사용되어 야훼의 보좌에 않아 있는 제 2의 구별된 분을 가리킨다. 즉 메시아 예수님으로 인용된다. 이 호칭이 자주 복수형으로 나타나 있는 것은 하나님이 만주의 주로서 지극히 높으심을 강조하는 강의적인 복수형으로 해석된다.

### 엘 샤다이
“내가 아브라함과 이삭과 야곱에게 전능의 하나님으로 나타났으나 나의 이름을 여호와로는 그들에게 알리지 아니하였고.”(출 6: 3)
“하나님이 그에게 이르시되 나는 전능한 하나님이라 생육하며 번성하라 한 백성과 백성들의 총회가 네게서 나오고 왕들이 네 허리에서 나오리라.”(창 35: 11)
복 주시는 하나님, 먹이시는 하나님, 채워주시는 하나님이시다. ‘사드’는 ‘젖가슴’을 의미한다. 창세기 17장 1-8절에서는 하나님을 아브라함을 복 주시는 ‘엘 샤다이’로 계시한다. 창세기 28장 3절에서 이삭이 야곱을 축복하고 번성을 기원할 때, 창세기 35장 11절에서 생육하고 번성하라고 할 때, 48장 3절에서 그로 생육하게 하여 번성하게 하여, 49장 25절에서 야곱이 요셉에게 복을 빌 때, ‘엘 샤다이’가 그에게 젖가슴과 태의 복으로 복 주시리라고 선언한다.
하나님은 숭고한 분으로서 피조물과 친교 관계에 들어가시기 위해 자신을 낮추시면서 이 이름을 족장 시대에게 사용하였다. 이 명칭도 역시 하나님의 위대함을 강조하는 것이지만 기본적으로는 하나님께서 그의 백성의 축복과 위안의 근원이 되신다는 사실을 나타내는 이름이다. 그것은 하나님께서 모든 자연의 힘을 지배하시어 그것들로 하여금 하나님의 은혜의 목적에 공헌케 한다는 사실을 보여준다.

### 여호와(야훼)
“내가 아브라함과 이삭과 야곱에게 전능의 하나님으로 나타났으나 나의 이름을 여호와로는 그들에게 알리지 아니하였고.”(출 6: 3)
“모세가 회막에 들어갈 때에 구름 기둥이 내려 회막 문에 서며 여호와께서 모세와 말씀하시니.”(출 33: 9)
“하나님이 모세에게 이르시되 나는 스스로 있는 자이니라 또 이르시되 너는 이스라엘 자손에게 이같이 이르기를 스스로 있는 자가 나를 너희에게 보내셨다 하라.”(출 3: 14)
“그의 날에 유다는 구원을 받겠고 이스라엘은 평안히 살 것이며 그의 이름은 여호와 우리의 공의라 일컬음을 받으리라.”(렘 23: 6)
“이르시되 너희가 너희 하나님 나 여호와의 말을 들어 순종하고 내가 보기에 의를 행하며 내 계명에 귀를 기울이며 내 모든 규례를 지키면 내가 애굽 사람에게 내린 모든 질병 중 하나도 너희에게 내리지 아니하리니 나는 너희를 치료하는 여호와임이라.”(출 15: 26)
이 명칭은 고유한 하나님의 이름이다. 히브리어 성경에 6000번 사용되었다. 그런데 여호와의 원래 발음을 지금 알 수가 없다. 유대인들은 레위기 24장 16절, “여호와의 이름을 훼방하면 그를 반드시 죽일지니라”라는 말씀을 두려워하여 이 이름을 ‘아도나이’나 ‘엘로힘’으로 대체했다.
게할더스 보스(Geerhardus Vos)의 주장은 이름이 출애굽기 6장 3절, “하나님이 모세에게 말씀하여 이르시되 나는 여호와이니라 내가 아브라함과 이삭과 야곱에게 전능의 하나님으로 나타났으나 나의 이름을 여호와로는 그들에게 알리지 아니하였고”라는 본문 이전에도 사용되었다고 하면서, 모세의 어머니 ‘요게벳’(여호와가 영광이다)에서 근원을 찾는다. 다만 이 이름이 가진 언약적인 성격을 족장들이 실제로 알거나 체험하지 못했다고 주장한다. 이 이름은 하나님의 독자성과 언약적인 주권을 나타낸다고 한다.
외형적으로 보아 이 이름은 ‘하와’(‘하야’의 고어 형태) 또는 ‘하야’(존재하다) 동사에서 온 듯하며 따라서 ‘그가 존재하다’를 의미한다. 즉 ‘스스로 있는 자’(출 3: 14-15)이다. 하나님은 언약과 관련되어 있기 때문에(출 33; 19) 스스로 존재하시고, 스스로 결정하시는 신실하신 언약의 하나님이시다.
여호와 하나님의 성품 가운데 불변성과 관련하여 출애굽기 3장 14절, “하나님이 모세에게 이르시되 나는 스스로 있는 자이니라 또 이르시되 너는 이스라엘 자손에게 이같이 이르기를 스스로 있는 자가 나를 너희에게 보내셨다 하라”에서는 하나님 본질의 불변성이라기보다는 그의 백성들에 대한 언약 관계의 불변성이다. 하나님은 아브라함과 이삭과 야곱의 하나님이다. 이 명칭은 성부(시편 2: 7; 110: 1), 성자(사 6; 1; 참고, 요 12; 41), 성령(시 95; 7; 히 3: 7-9)에 사용되었다.

### 만군의 여호와(야훼 체바오트)
“이에 백성이 실로에 사람을 보내어 그룹 사이에 계신 만군의 여호와의 언약궤를 거기서 가져왔고 엘리의 두 아들 홉니와 비느하스는 하나님의 언약궤와 함께 거기에 있었더라.”(삼상 4: 4)
“만군의 여호와여 주의 장막이 어찌 그리 사랑스러운지요 내 영혼이 여호와의 궁정을 사모하여 쇠약함이여 내 마음과 육체가 살아 계시는 하나님께 부르짖나이다 나의 왕, 나의 하나님, 만군의 여호와여 주의 제단에서 참새도 제 집을 얻고 제비도 새끼 둘 보금자리를 얻었나이다 주의 집에 사는 자들은 복이 있나니 그들이 항상 주를 찬송하리이다 주께 힘을 얻고 그 마음에 시온의 대로가 있는 자는 복이 있나이다 그들이 눈물 골짜기로 지나갈 때에 그 곳에 많은 샘이 있을 것이며 이른 비가 복을 채워 주나이다 그들은 힘을 얻고 더 얻어 나아가 시온에서 하나님 앞에 각기 나타나리이다 만군의 하나님 여호와여 내 기도를 들으소서 야곱의 하나님이여 귀를 기울이소서.”(시 84: 1-8)
“하나님은 거룩한 자의 모임 가운데에서 매우 무서워할 이시오며 둘러 있는 모든 자 위에 더욱 두려워할 이시니이다 여호와 만군의 하나님이여 주와 같이 능력 있는 이가 누구리이까 여호와여 주의 성실하심이 주를 둘렀나이다.”(시 89: 7-8)
야훼는 만군의 하나님이시다. 보스(Vos)는 주장하기를, 이 이름은 예언적 성격을 가지고 있어서 오경, 여호수아, 사사기에 잘 나오지 않고 사무엘서, 열왕기서, 시편, 요엘, 오바다, 요나에 나타나며 에스겔을 제외한 나머지 모든 예언서들에 나타난다고 한다. 이스라엘이 왕국의 체제를 갖추게 되었을 때, 야훼는 이 이름으로 자신을 군주, 곧 만군의 여호와, 이스라엘의 참 군주로 계시하셨다고 한다. 여기서 만군이라는 대상은 모든 피조물의 집합, 별들, 이스라엘의 군대라기보다는 천군 천사로 보아야 한다. 하나님은 그의 백성들 위하여 하늘과 땅을 다스리시며, 모든 피조물로부터 영광을 받으시는 영광의 왕이시다.
이 명칭은 ‘만군의 여호와’(Jehovah of hosts)라는 강한 형태로 가끔 표현되었다. 이 만군이란 천사의 많은 수를 가리키는 말이다. 만군의 여호와는 천군 천사에게 호위를 받으며 그의 백성을 위해서 천지를 통치하시며, 그의 모든 피조물에게서 영광을 받으실 영광의 왕으로서의 하나님인 것이다.

### 이름(셈)
“너는 네 하나님 여호와의 이름을 망령되게 부르지 말라 여호와는 그의 이름을 망령되게 부르는 자를 죄 없다 하지 아니하리라.”(출 20: 7)
“하나님은 유다에 알려지셨으며 그의 이름이 이스라엘에 알려지셨도다.”(시 76: 1)
하나님의 성품 가운데 여러 면들이 그의 이름들과 야훼에 나타나 있다는 사실에 비추어 볼 때, 이름이라는 단수형 단어(셈)가 그 자체로서 하나님의 이름들에 대한 충분한 표현으로 사용되었다. 레위기 24장 11절은 “그 이스라엘 여인의 아들이 이름을 훼방하였다”(출 20: 7; 시 76: 1)고 말한다. ‘이름’을 훼방한 것은 바로 하나님을 훼방한 것을 의미하므로 여기서 사용된 ‘이름’은 하나님과 동의어이다.

### 테오스
그리스어로 θεός는 신을 의미한다. “태초에 말씀이 계시니라 이 말씀이 하나님과 함께 계셨으니 이 말씀은 곧 하나님이시니라.”(요 1: 1)
“여러분은 자기를 위하여 또는 온 양 떼를 위하여 삼가라 성령이 그들 가운데 여러분을 감독자로 삼고 하나님이 자기 피로 사신 교회를 보살피게 하셨느니라.”(행 20: 28)
70인역 헬라어 성경에는 ‘테오스’가 구약의 ‘엘’, ‘엘로아’, ‘엘로힘’에 대한 번역으로 사용되었다. 이처럼 신약에서는 ‘테오스’가 하나님을 가리키는 통용어였다. 이 단어는 ‘나의’, ‘너의’, ‘우리의’, ‘너희의’와 같은 소유격과 함께 사용되는데, 구약의 민족적 개념을 따라 그리스도 안에서 모든 자녀들의 하나님으로 발견된다. 이 호칭은 성자 하나님을 가리키는 데 사용되고 있다(요 1: 1, 18; 2: 28; 행 20: 28; 롬 9: 5; 딛 2: 13; 히 1: 8; 벧후 1: 1; 요일 5: 20).

### 주(Κύριος, 퀴리오스)
“예수께서 이르시되 또 기록되었으되 주 너의 하나님을 시험하지 말라 하였느니라 하시니.”(마 4: 7)
“주 예수의 이름으로 너희가 내 영과 함께 모여서 우리 주 예수의 능력으로.”(고전 5: 4)
“우리 주 예수 그리스도의 아버지 하나님을 찬송하리로다 그의 많으신 긍휼대로 예수 그리스도를 죽은 자 가운데서 부활하게 하심으로 말미암아 우리를 거듭나게 하사 산 소망이 있게 하시며.”(벧전 1: 3)
“주 예수 그리스도의 은혜가 너희와 함께 하고.”(고전 16: 23)
70인역에서는 ‘퀴리오스’가 ‘야훼’에 대한 번역으로 일관되게 사용되었다. 신약의 저자들이 성부를 가리킬 때는 ‘테오스’로 표기했으나 예수 그리스도를 두고는 ‘퀴리오스’를 사용하였다. 그들은 두 신을 믿는 신앙을 가르친다는 비난을 받지 않기 위하여 그렇게 했다고 한다. 70인역에서 하나님의 언약적 이름으로 사용된 ‘퀴리오스’는 그리스도를 지칭하는 데 사용되었다. 이 말은 하나님을 법적인 권세와 권위를 가지신 전능자와 주님, 소유자, 통치자로 묘사하는 것이다. 여호와에 대한 근본적인 관념은 가끔 ‘알파와 오메가’, ‘지금도 계시고 과거에도 계셨고 장차 오실 분’, ‘시작과 끝’, ‘처음과 나중’이라는 말에서 나타나고 있다.

### 아버지(파테르)
“그들이 여호와를 향하여 악을 행하니 하나님의 자녀가 아니요 흠이 있고 삐뚤어진 세대로다.”(신 32: 5)
“어리석고 지혜 없는 백성아 여호와께 이같이 보답하느냐 그는 네 아버지시요 너를 지으신 이가 아니시냐 그가 너를 만드시고 너를 세우셨도다.”(신 32: 6)
“너는 바로에게 이르기를 여호와의 말씀에 이스라엘은 내 아들 내 장자라 내가 네게 이르기를 내 아들을 보내 주어 나를 섬기게 하라 하여도 네가 보내 주기를 거절하니 내가 네 아들 네 장자를 죽이리라 하셨다 하라 하시니라.”(출 4: 22-23)
구약에서 이스라엘과 하나님의 관계를 나타낸다(신 32: 6; 시 103: 13). 이스라엘은 하나님의 아들이다(출 4: 22; 신 14:1). 하나님은 이스라엘 백성의 아버지요 그들을 지으시고 세우셨다고 한다(신 32: 6). 이스라엘 백성들은 하나님의 아들이며 장자라고 성경은 말한다(출 4: 22). 그런 경우 신정 정치적 관계를 표현하는 것이다. 이 ‘아버지’라는 명칭은 신약성경에서 언제나 동일한 의미로 사용되지 않았다. 신약에서 ‘창시자’, ‘창조자’(고전 8: 6, 엡 3: 15, 히 12: 9), ‘삼위일체의 제 1격’으로서 제 2위이신 아들 그리스도와 특별한 관계에 사용된다. 하나님이 그의 영적인 자녀들인 모든 믿는 자들과 맺으시는 윤리적 관계를 표현한다.

## 같이 보기
- 하나님의 속성
- 구약의 하나님 이름
- 나는 스스로 있는 자

## 참고 문헌
1. 안명준,《한 눈에 보는 성경 조직신학》(기쁜날: 2014). ISBN 9788991570719